# Interstate 820
Pour les articles homonymes, voir Route 820.
L'Interstate 820 (I-820) est une boucle de l'I-20 à Fort Worth, Texas, d'approximativement 35.17 miles (56.60 km) autour de la ville et de certaines de ses banlieues. Les numéros des sorties débutent à son intersection avec l'I-20 au sud-ouest de Fort Worth et continue, en sens horaire, autour de la ville jusqu'à son intersection avec l'I-20 au sud-est de Fort Worth. Une portion de l'I-820, dans son quadrant nord-est, forme un multiplex avec la SH 121 et la SH 183.
Le segment nord-ouest de la boucle est officiellement désigné comme la Jim Wright Freeway d'après l'homme politique Jim Wright, Cependant, ce nom n'est pas utilisé de manière courante, le public l'appelant plutôt soit Loop 820 ou, tout simplement, la 820. Les portions de la boucle sont identifiées en fonction de leur positionnement géographique par rapport au centre-ville de Fort Worth.

## Description du tracé
L'I-820 débute au sud-ouest de Fort Worth à un échangeur avec l'I-20. Elle se dirige vers le nord depuis cet échangeur jusqu'à la jonction avec la Spur 580, avant d'atteindre l'I-30. Toujours vers le nord, l'I-820 commence à s'orienter vers le nord-est alors qu'elle approche Lake Worth. Elle passe près de la Naval Air Station Joint Reserve Base Fort Worth. L'I-820 passe à travers la ville de Lake Worth brièvement avec les jonctions avec la SH 199 et la FM 1220 avant d'entrer à nouveau dans les limites de Fort Worth. Continuant vers le nord-est, se trouve une jonction avec la US 287-P Business, laquelle donne accès à l'Aéroport international de Fort Worth Meacham. À un échangeur avec FM 156 dans la ville de Saginaw, l'I-820 commence à se diriger vers l'est. Poursuivant dans cette direction, l'I-820 rencontre l'I-35W. L'autoroute entre dans les limites de Haltom City à un échangeur avec North Beach Street et la US 377 avant d'entrer à Richland Hills. En traversant cette ville, l'autoroute s'oriente brièvement vers le sud-est avant de reprendre une orientation vers l'est à la SH 26. C'est à Hurst que l'autoroute forme un multiplex avec la SH 121 et la SH 183. L'I-820 se dirige ensuite vers le sud. LA SH 183 quittera le multiplex un peu plus loin, suivi par la SH 121. L'I-820 entre à nouveau à Fort Worth. Elle croise à nouveau l'I-30. Après cet échangeur, l'autoroute continue vers le sud jusqu'à Lancaster Avenue et Rosedale Street près de Lake Arlington. L'I-820 suit la rive ouest du lac jusqu'à un croisement avec la US 287. Cette dernière forme un multiplex avec l'I-820 jusqu'à un échangeur avec l'I-20, marquant la fin de l'I-820.

## Histoire
L'autoroute a d'abord été planifiée en 1949 comme voie de contournement de Fort Worth. Elle débutait alors de l'actuelle I-30 jusqu'à l'I-35W. En 1963, il a été décidé d'utiliser des routes existantes (Loop 217) de la SH 121 / SH 183 jusqu'à Hulen Street. Cette section a été numérotée I-820. De Hulen Street jusqu'à la US 377, il s'agissait de la Loop 820. C'est en 1969 que l'I-820 est complétée.
La boucle est souvent considérée comme la route la plus congestionnée du nord du Texas. En 2010, les échangeurs de Rufe Snow Drive, Holiday Lane et la US 377 (Denton Highway) ont été les premier, deuxième et troisième pires échangeurs.

### North Tarrant Express
Le North Tarrant Express (NTE) était un projet de construction qui visait à ajouter des voies de circulation ainsi que des voies de péage pour les HOV. Le projet aurait aussi reconstruit l'échangeur avec l'I-35W ainsi que certains autres. Cependant, le plan initial a été modifié sans voies additionnelles. La construction a commencé en 2010 pour se finir en 2015.

## Liste des Sorties
| Interstate 820                            |                              |       |       |        | | |
| Comté                                     | Municipalité                 | mi    | km    | Sortie | Intersections / Destinations                                                                             | Notes |
| Tarrant                                   | Fort Worth                   | 0,00  | 0,00  | 1      | I-20 – Dallas, Abilene                                                                                   | Sortie direction sud, entrée direction nord; terminus ouest; sortie 1 pour I-20 ouest; sortie 428 de l'I-20 |
| Tarrant                                   | Fort Worth                   | 0,83  | 1,34  | 1A     | Team Ranch Road                                                                                          | Sortie direction sud, entrée direction nord                                                                 |
| Tarrant                                   | Fort Worth                   | 2,01  | 3,23  | 1B     | Chapin Road                                                                                              | Pas de sortie directe en direction sud                                                                      |
| Tarrant                                   | Fort Worth                   | 2,45  | 3,94  | 2      | Spur 580 (en) (Camp Bowie West Boulevard)                                                                | |
| Tarrant                                   | Fort Worth                   | 3,39  | 5,46  | 3      | I-30 – Weatherford, Centre-ville de Fort Worth                                                           | Indiqué sortie 3A (ouest) et 3B (est); sortie 5A-B de l'I-30 ouest; 5B-C de l'I-30 est                      |
| Tarrant                                   | Fort Worth                   | 3,79  | 6,10  | 3C     | Westpoint Boulevard / Alemeda Street                                                                     | Sortie direction sud, entrée direction nord                                                                 |
| Tarrant                                   | Fort Worth                   | 4,97  | 8,00  | 4      | White Settlement Road                                                                                    | |
| Tarrant                                   | Fort Worth                   | 5,34  | 8,59  | 5A     | Clifford Street                                                                                          | |
| Tarrant                                   | Fort Worth                   | 5,92  | 9,53  | 5B     | Silver Creek Road                                                                                        | |
| Tarrant                                   | Fort Worth                   | 6,67  | 10,73 | 6      | Las Vegas Trail / Heron Drive                                                                            | |
| Tarrant                                   | Fort Worth                   | 7,95  | 12,79 | 8      | Navajo Trail / Cahoba Drive                                                                              | |
| Tarrant                                   | Fort Worth                   | 9,53  | 15,34 | 9      | Quebec Street                                                                                            | Pas de sortie directe en direction ouest                                                                    |
| Tarrant                                   | Limite Fort Worth–Lake Worth | 10,09 | 16,24 | 10A    | SH 199 (en) (Jacksboro Highway)                                                                          | |
| Tarrant                                   | Lake Worth                   | 10,57 | 17,01 | 10B    | FM 1220 (en) (Azle Avenue)                                                                               | Pas de sortie directe en direction est                                                                      |
| Tarrant                                   | Fort Worth                   | 12,41 | 19,97 | 12     | Marine Creek Parkway / Old Decatur Road                                                                  | Indiqué sortie 12A (Marine Creek Parkway) et 12B (Old Decatur Road) en direction ouest                      |
| Tarrant                                   | Fort Worth                   | 13,88 | 22,34 | 13     | US 287 Bus. (Main Street) – Saginaw                                                                      | |
| Tarrant                                   | Fort Worth                   | 14,19 | 22,84 | 14     | Railhead Road                                                                                            | Sortie direction ouest, entrée direction est                                                                |
| Tarrant                                   | Limite Saginaw–Fort Worth    | 15,12 | 24,33 | 15     | FM 156 (en) (Blue Mound Road)                                                                            | |
| Tarrant                                   | Fort Worth                   | 16,42 | 26,43 | 16C    | Mark IV Parkway                                                                                          | |
| Tarrant                                   | Fort Worth                   | 16,91 | 27,21 | 16     | I-35W / US 287 Bus. (Main Street) – Denton, Centre-ville de Fort Worth                                   | Indiqué sortie 16A (nord) et 16B (sud); sortie 57A-B de l'I-35W                                             |
| Tarrant                                   | Fort Worth                   | 16,91 | 27,21 |        | I-820 express est vers SH 26 (en) / SH 121 (en) / SH 183 (en) – Aéroport Dallas Fort Worth               | Sortie direction est, entrée direction ouest                                                                |
| Tarrant                                   | Fort Worth                   | 17,63 | 28,37 | 17     | North Riverside Drive                                                                                    | Sortie direction ouest, entrée direction est                                                                |
| Tarrant                                   | Haltom City                  | 18,20 | 29,29 | 18     | Haltom Road / North Beach Street                                                                         | |
| Tarrant                                   | Haltom City                  | 19,73 | 31,75 | 19     | US 377 (Denton Highway)                                                                                  | Pas d'accès direct en direction est                                                                         |
| Tarrant                                   | North Richland Hills         | 20,48 | 32,96 | 20A    | Iron Horse Boulevard / Meadow Lakes Drive                                                                | Sortie direction ouest, entrée direction est                                                                |
| Tarrant                                   | North Richland Hills         | 20,48 | 32,96 |        | I-820 express ouest vers I-35W                                                                           | Sortie direction ouest, entrée direction est                                                                |
| Tarrant                                   | North Richland Hills         | 21,21 | 34,13 | 20B    | Rufe Snow Drive                                                                                          | Indiqué sortie 20 en direction est                                                                          |
| Tarrant                                   | North Richland Hills         | 21,85 | 35,16 | 21     | Holiday Lane                                                                                             | Pas d'accès direct en direction est                                                                         |
| Tarrant                                   | North Richland Hills         | 22,67 | 36,48 | 22A    | SH 26 (en) / FM 1938 (en) nord / Bedford-Euless Road – Colleyville                                       | Indiqué sortie 22B en direction nord                                                                        |
| Tarrant                                   | Hurst                        | 23,21 | 37,35 | 22B    | SH 121 (en) / SH 183 (en) – Aéroport Dallas Fort Worth, Dallas                                           | Terminus nord du multiplex avec SH 121 / SH 183; indiqué sortie 22A en direction nord                       |
| Tarrant                                   | Hurst                        | 23,21 | 37,35 | 23A    | SH 121 Express (en) nord / SH 183 Express (en) est vers FM 157 (en) – Aéroport Dallas Fort Worth, Dallas | Sortie en direction nord, entrée direction sud                                                              |
| Tarrant                                   | Hurst                        | 23,77 | 38,25 | 23     | Pipeline Road / Glenview Drive                                                                           | |
| Tarrant                                   | Hurst                        | 24,84 | 39,98 | 24A    | SH 10 (en) est / SH 183 (en) – Richland Hills                                                            | Terminus sud du multiplex avec SH 183; indiqué sortie 24 en direction nord                                  |
| Tarrant                                   | Hurst                        | 25,04 | 40,30 | 24B    | SH 121 (en) – Centre-ville de Fort Worth                                                                 | Terminus sud du multiplex avec SH 121; pas d'accès direct en direction nord                                 |
| Tarrant                                   | Fort Worth                   | 25,63 | 41,25 | 25     | Trinity Boulevard                                                                                        | |
| Tarrant                                   | Fort Worth                   | 26,98 | 43,42 | 26     | Randol Mill Road                                                                                         | |
| Tarrant                                   | Fort Worth                   | 27,81 | 44,76 | 27     | John T. White Road / Bridge Street                                                                       | |
| Tarrant                                   | Fort Worth                   | 28,27 | 45,50 | 28A    | I-30 – Dallas, Centre-ville de Fort Worth                                                                | Indiqué sortie 28A (est et 28B (ouest) en direction sud; sortie 21A de l'I-30 est et 21B-C de l'I-30 ouest  |
| Tarrant                                   | Fort Worth                   | 28,65 | 46,11 | 28B    | Brentwood Stair Road                                                                                     | Indiqué sortie 28C en direction sud                                                                         |
| Tarrant                                   | Fort Worth                   | 29,33 | 47,20 | 29     | Meadowbrook Drive                                                                                        | |
| Tarrant                                   | Fort Worth                   | 29,94 | 48,18 | 30A    | Craig Street                                                                                             | Pas d'accès direct en direction nord                                                                        |
| Tarrant                                   | Fort Worth                   | 30,14 | 48,51 | 30B    | SH 180 (en) (Lancaster Avenue)                                                                           | Indiqué sortie 30A en direction nord                                                                        |
| Tarrant                                   | Fort Worth                   | 30,50 | 49,08 | 30B    | Spur 303 (en) (Rosedale Street)                                                                          | Pas d'accès direct en direction sud                                                                         |
| Tarrant                                   | Fort Worth                   | 31,13 | 50,10 | 30C    | Ramey Avenue                                                                                             | |
| Tarrant                                   | Fort Worth                   | 32,07 | 51,61 | 31     | East Berry Street                                                                                        | |
| Tarrant                                   | Fort Worth                   | 32,87 | 52,90 | 32     | Wilbarger Street                                                                                         | Sortie direction sud, entrée direction nord                                                                 |
| Tarrant                                   | Fort Worth                   | 33,28 | 53,56 | 33A    | US 287 nord – Centre-ville de Fort Worth                                                                 | Terminus nord du multiplex avec US 287                                                                      |
| Tarrant                                   | Fort Worth                   | 33,50 | 53,91 | 33B    | Martin Street / Wilbarger Street                                                                         | Pas de sortie en direction sud                                                                              |
| Tarrant                                   | Fort Worth                   | 34,19 | 55,02 | 33C    | Sun Valley Drive                                                                                         | |
| Tarrant                                   | Fort Worth                   | 34,91 | 56,18 | 34A    | I-20 est / US 287 sud – Waxahachie, Dallas                                                               | Sortie direction sud, entrée direction nord; terminus sud du multiplex avec US 287                          |
| Tarrant                                   | Fort Worth                   | 34,91 | 56,18 |        | I-20 ouest – Abilene                                                                                     | Sortie direction sud, entrée direction nord; terminus est; sortie 442B de l'I-20                            |
| - Terminus de multiplex - Accès incomplet |                              |       |       |        | | |

## Voir Aussi
- (en) Cet article est partiellement ou en totalité issu de l’article de Wikipédia en anglais intitulé « Interstate 820 » (voir la liste des auteurs).